# Clash of the Champions

Clash of the Champions était une série d'émissions spéciales de télévision de catch professionnels diffusées par la World Championship Wrestling. Clash of the Champions était célèbre pour généralement ne pas diffuser des publicités pendant les matchs, même si beaucoup de ces matchs duraient plus de 20 minutes. Le premier Clash of the Champions a eu lieu le 27 mars 1988 organisé par Jim Crockett Promotions qui deviendra la WCW en 1988. La WCW diffusera Clash of the Champions jusqu'en 1997. Les droits de Clash of the Champions maintenant appartiennent à la WWE.

## Historique de Clash of the Champions
| Événement                                                   | Date              | Ville                         | Lieu                                 | Main Event | Notes                                         | Spectateurs            |
| ----------------------------------------------------------- | ----------------- | ----------------------------- | ------------------------------------ | --- | --------------------------------------------- | ---------------------- |
| Clash of the Champions I                                    | 27 mars 1988      | Greensboro (Caroline du Nord) | Greensboro Coliseum                  | Ric Flair vs Sting pour le NWA World Heavyweight Championship | Organisés par Jim Crockett Promotions         | 6000 (téléspectateurs) |
| Clash of the Champions II: Miami Mayhem                     | 8 juin 1988       | Miami (Floride)               | Knight International Center          | Arn Anderson et Tully Blanchard vs Sting et Dusty Rhodes pour les NWA World Tag Team Championship | Organisés par Jim Crockett Promotions         | 2400 (téléspectateurs) |
| Clash of the Champions III: Fall Brawl                      | 7 septembre 1988  | Albany (Géorgie)              | Albany Civic Center                  | Sting vs Barry Windham pour le NWA United States Heavyweight Championship | Organisés par Jim Crockett Promotions         | 3700 (téléspectateurs) |
| Clash of the Champions IV: Season's Beatings                | 7 décembre 1988   | Chattanooga (Tennessee)       | UTC Arena                            | Ric Flair et Barry Windham avec (J.J. Dillon) vs The Midnight Express (Bobby Eaton et Stan Lane) avec (Jim Cornette)                                                                                          | Organisé par la World Championship Wrestling. | 6000 (téléspectateurs) |
| Clash of the Champions V: St. Valentine's Massacre          | 15 février 1989   | Cleveland (Ohio)              | Cleveland Convention Center          | The Road Warriors (Road Warrior Animal et Road Warrior Hawk ) et Genichiro Tenryu) vs The Varsity Club (Lawrence Rotunda et Kevin Sullivan, et Steve Williams pour le NWA World Six-Man Tag Team Championship | Organisé par la World Championship Wrestling. | 5000 (téléspectateurs) |
| Clash of the Champions VI: Ragin' Cajun                     | 2 avril 1989      | New Orleans (Louisiane)       | Louisiana Superdome                  | Ricky Steamboat vs Ric Flair pour le NWA World Heavyweight Championship | Organisé par la World Championship Wrestling. | 5300                   |
| Clash of the Champions VII: Guts and Glory                  | 14 juin 1989      | Fort Bragg (Caroline du Nord) | Ritz-Epps Fitness Center             | Ricky Steamboat vs Terry Funk | Organisé par la World Championship Wrestling. | Aucune information     |
| Clash of the Champions VIII: Fall Brawl '89                 | 12 septembre 1989 | Columbia (Caroline du Sud)    | Carolina Coliseum                    | Sting et Ric Flair vs The Great Muta avec (Dick Slater) | Organisé par la World Championship Wrestling. | 2600                   |
| Clash of the Champions IX: New York Knockout                | 15 novembre 1989  | Troy (New York)               | Houston Field House                  | Ric Flair vs Terry Funk avec (Gary Hart) dans un "I Quit" match | Organisé par la World Championship Wrestling. | 4000                   |
| Clash of the Champions X: Texas Shootout                    | 6 février 1990    | Corpus Christi (Texas)        | Memorial Coliseum                    | Four Horsemen (Ric Flair, Ole Anderson et Arn Anderson) vs Gary Hart International (The Great Muta, The Dragonmaster et Buzz Sawyer avec (Gary Hart) dans un Six-man Tag Team Steel Cage match                | Organisé par la World Championship Wrestling. | 3000                   |
| Clash of the Champions XI: Coastal Crush                    | 13 juin 1990      | Charleston (Caroline du Sud)  | McAlister Field House                | Ric Flair vs Junkyard Dog pour le NWA World Heavyweight Championship | Organisé par la World Championship Wrestling. | 4100                   |
| Clash of the Champions XII: Mountain Madness/Fall Brawl '90 | 5 septembre 1990  | Asheville (Caroline du Nord)  | McAlister Field House                | Sting vs The Black Scorpion pour le NWA World Heavyweight Championship | Organisé par la World Championship Wrestling. | 4000 (téléspectateurs) |
| Clash of the Champions XIII: Thanksgiving Thunder           | 5 novembre 1990   | Jacksonville (Floride)        | Jacksonville Memorial Coliseum       | Ric Flair vs Butch Reed | Organisé par la World Championship Wrestling. | 5000                   |
| Clash of the Champions XIV: Dixie Dynamite                  | 30 janvier 1991   | Gainesville (Géorgie)         | Georgia Mountains Center             | Ric Flair vs Scott Steiner avec (Rick Steiner) pour le WCW World Heavyweight Championship | Organisé par la World Championship Wrestling. | 2200                   |
| Clash of the Champions XV: Knocksville USA                  | 12 juin 1991      | Knoxville (Tennessee)         | Civic Auditorium (en)                | Ric Flair vs Bobby Eaton dans un Two Out of Three Falls match pour le WCW World Heavyweight Championship | Organisé par la World Championship Wrestling. | 5000                   |
| Clash of the Champions XVI: Fall Brawl                      | 12 septembre 1991 | Augusta (Géorgie)             | Augusta-Richmond County Civic Center | The Enforcers (Arn Anderson Larry Zbyszko vs Rick Steiner et Bill Kazmaier pour les WCW World Tag Team Championship                                                                                           | Organisé par la World Championship Wrestling. | 2800                   |
| Clash of the Champions XVII                                 | 19 novembre 1991  | Savannah (Géorgie)            | Savannah Civic Center                | Lex Luger vs Rick Steiner pour le WCW World Heavyweight Championship | Organisé par la World Championship Wrestling. | 6922                   |
| Clash of the Champions XVIII                                | 21 janvier 1992   | Topeka (Kansas)               | Kansas Expo Center                   | Sting vs Ricky Steamboat vs Stone Cold et Rick Rude | Organisé par la World Championship Wrestling. | 5500                   |
| Clash of the Champions XIX                                  | 16 juin 1992      | Charleston (Caroline du Sud)  | McAlister Field House                | Terry Gordy et Steve Williams vs Steiner Brothers (Scott et Rick Steiner) pour les NWA World Tag Team Championship                                                                                            | Organisé par la World Championship Wrestling. | 4600                   |
| Clash of the Champions XX: 20th Anniversary                 | 2 septembre 1992  | Atlanta (Géorgie)             | McAlister Field House                | Rick Rude, Jake Roberts,Hercules et Big Van Vade vs Sting, Nikita Koloff et Steiner Brothers (Rick and Scott Steiner) dans un 4-on-4 Elimination match                                                        | Organisé par la World Championship Wrestling. | Aucune information     |
| Clash of the Champions XXI                                  | 18 novembre 1992  | Macon (Géorgie)               | Macon Coliseum                       | Ricky Steamboat et Shane Douglas (c) vs Barry Windham and Dustin Rhodes (c) dans un NWA Champions vs WCW Champions match                                                                                      | Organisé par la World Championship Wrestling. | Aucune information     |
| Clash of the Champions XXII                                 | 13 janvier 1993   | Milwaukee (Wisconsin)         | U.S. Cellular Arena                  | Dustin Rhodes, Sting et Cactus Jack vs Big Van Vader, Barry Windham et Paul Orndorff dans un Thundercage match                                                                                                | Organisé par la World Championship Wrestling. | Aucune information     |
| Clash of the Champions XXIII                                | 16 juin 1993      | Norfolk (Virginie)            | Norfolk Scope                        | Ric Flair et Arn Anderson (c) vs Hollywood Blonds (Brian Pillman et Steve Austin (c) dans un NWA Champions vs WCW Champions match                                                                             | Organisé par la World Championship Wrestling. | Aucune information     |
| Clash of the Champions XXIV                                 | 18 août 1993      | Daytona Beach (Floride)       | Ocean Center                         | Big Van Vader avec Harley Race (c) vs Davey Boy Smith pour le WCW World Heavyweight Championship | Organisé par la World Championship Wrestling. | Aucune information     |
| Clash of the Champions XXV                                  | 10 novembre 1993  | St. Petersburg (Floride)      | Bayfront Center                      | Ric Flair vs Vader (c) (avec Harley Race) pour le WCW World Heavyweight Championship | Organisé par la World Championship Wrestling. | Aucune information     |
| Clash of the Champions XXVI                                 | 27 janvier 1994   | Bâton-Rouge (Louisiane)       | Baton Rouge River Center             | Sting et Ric Flair vs Vader et Rick Rude dans Elimination Tag Team match | Organisé par la World Championship Wrestling. | Aucune information     |
| Clash of the Champions XXVII                                | 27 juin 1994      | Charleston (Caroline du Sud)  | North Charleston Coliseum            | Sting vs Ric Flair | Organisé par la World Championship Wrestling. | Aucune information     |
| Clash of the Champions XXVIII                               | 24 août 1994      | Cedar Rapids (Iowa)           | Five Seasons Center                  | Ric Flair vs Hulk Hogan (c) pour le WCW World Heavyweight Championship | Organisé par la World Championship Wrestling. | Aucune information     |
| Clash of the Champions XXIX                                 | 24 novembre 1994  | Jacksonville (Floride)        | Jacksonville Memorial Coliseum       | Hulk Hogan, Sting et Dave Sullivan vs The Butcher, Avalanche et Kevin Sullivan dans un Six-man tag team avec Mr. T en arbitre spécial                                                                         | Organisé par la World Championship Wrestling. | Aucune information     |
| Clash of the Champions XXX                                  | 25 janvier 1995   | Las Vegas (Nevada)            | Caesars Palace                       | Hulk Hogan et Randy Savage (avec Jimmy Hart) vs Kevin Sullivan et The Butcher | Organisé par la World Championship Wrestling. | Aucune information     |
| Clash of the Champions XXXI                                 | 6 aout 1995       | Daytona Beach Floride         | Ocean Center                         | Vader contre Arn Anderson et Ric Flair dans un Handicap match | Organisé par la World Championship Wrestling. | Aucune information     |
| Clash of the Champions XXXII                                | 23 janvier 1996   | Las Vegas (Nevada)            | Caesars Palace                       | The One Man Gang (c) avec (Jimmy Hart) vs Disco Inferno pour le WCW United States Heavyweight Championship | Organisé par la World Championship Wrestling. | Aucune information     |
| Clash of the Champions XXXIII                               | 15 aout 1996      | Denver (Colorado)             | Denver Coliseum                      | Ric Flair (avec Woman et Miss Elizabeth) vs Hollywood Hogan (c) pour le WCW World Heavyweight Championship.                                                                                                   | Organisé par la World Championship Wrestling. | Aucune information     |
| Clash of the Champions XXXIV                                | 21 janvier 1997   | Milwaukee (Wisconsin)         | Wisconsin Center Arena               | Lex Luger contre Scott Hall | Organisé par la World Championship Wrestling. | Aucune information     |
| Clash of the Champions XXXV                                 | 21 aout 1997      | Nashville (Tennessee)         | Nashville Municipal Auditorium       | Scott Hall et Randy Savage (c) (avec Miss Elizabeth) vs Diamond Dallas Page et Lex Luger pour les WCW World Tag Team Championship                                                                             | Organisé par la World Championship Wrestling. | Aucune information     |